# Малі Калмаші
Малі Калмаші́ (рос. Малые Калмаши, удм. Малые Калмаши) — присілок у складі Каракулинського району Удмуртії, Росія.
Населення — 733 особи (2010; 850 у 2002).
Національний склад:
- росіяни — 85 %